# Lampona barrow
Lampona barrow is een spinnensoort uit de familie Lamponidae. De soort komt voor in West-Australië.